# Adolf 5. af Holsten
Adolf 5. af Holsten (født omkring 1252, død inden 11. november 1308) var greve af Holsten 1263-1308 og greve i Holsten-Segeberg 1273-1308. Han tilhørte Huset Schauenburg og var søn af greve Johan 1. af Holsten (død 1263) og Elisabet af Sachsen (død 1293/1306).

## Biografi
Greve Adolf 5. af Holstein-Stormarn-Wagrien-Schauenburg efterfulgte faderen i Kiel 1263 sammen med sin yngre broder Johan. Adolf var mindreårig til 1267. Efter en deling 1273 blev Adolf greve af Segeberg. Han var også medregent i slægten stamland, Grevskabet Schauenburg.
Under flere år førte Adolf arvestridigheder, og brødrestridighederne styrkede stændernes magt. I 1277 blev Adolf taget til fange, da han hjalp sin hertugelige morbroder i Sachsen mod kirken i Magdeburg.

## Ægteskab og børn
Adolf V giftede sig 1273/1278 med Euphemia af Pommerellen (død 1317). Parret fik et barn:
1. Elisabeth af Holsten (død 1318), gift med greve Burkhard af Lindau-Ruppin (død 1311)